# Cangxiu Shangu
Cangxiu Shangu ist ein ca. 1 km langes und tief eingeschnittenes Tal an der Ingrid-Christensen-Küste des ostantarktischen Prinzessin-Elisabeth-Lands. Es liegt in südost-nordwestlicher Ausdehnung zwischen der Hauptmasse der Halbinsel Stornes und der Donovan Promontory und endet an der Blair Bay.
Chinesische Wissenschaftler benannten es 1993.